# Dolenja Ravan
Dolenja Ravan je naselje v Občini Gorenja vas - Poljane.